# Tiroidite autoimune
Tiroidite autoimune (português europeu) ou tireoidite autoimune (português brasileiro) é uma doença na qual o corpo interpreta as glândulas da tiroide e os seus produtos hormonais T3, T4 e hormona estimulante da tiroide como ameaças, produzindo anticorposs que atacam e destroem as células da tiroide.